# Hemeroblemma brevistriga
Hemeroblemma brevistriga là một loài bướm đêm trong họ Erebidae.